# Maeglin

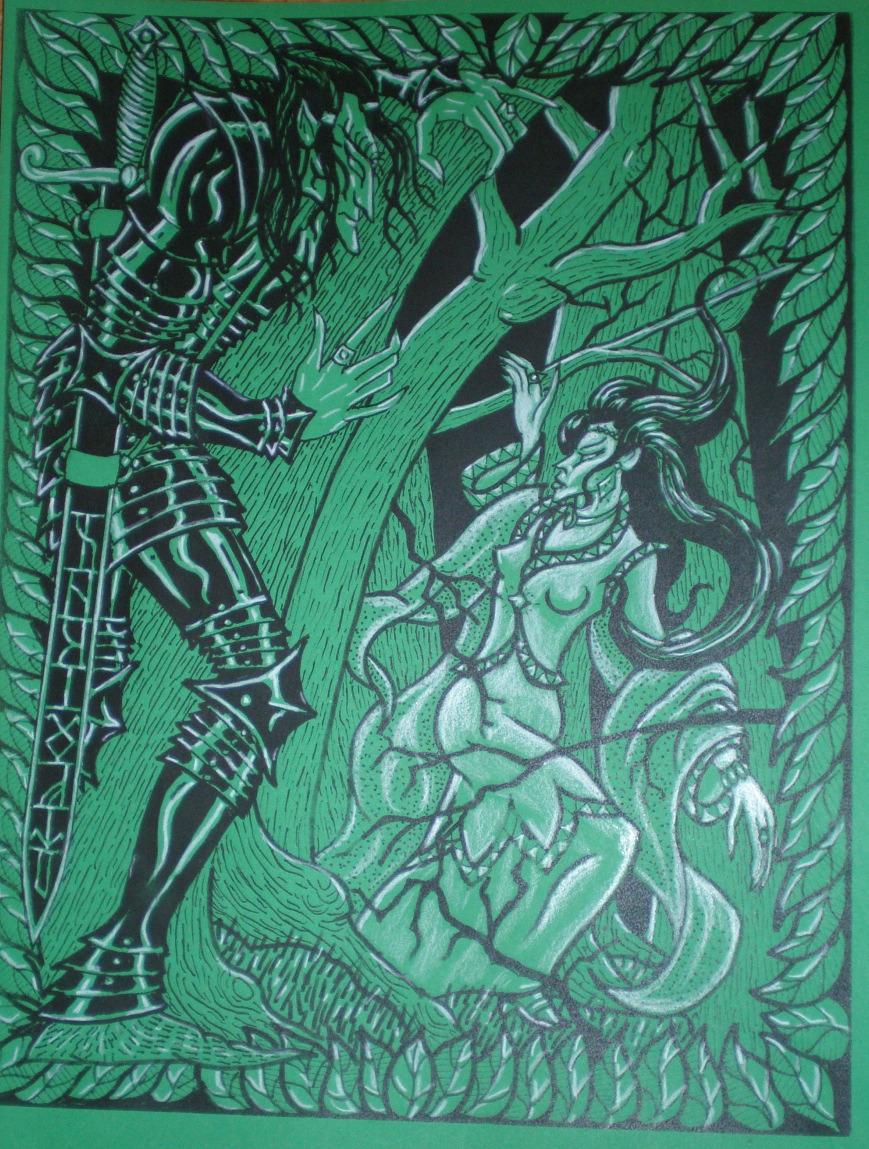
Rodiče Maeglina, Eöl a Aredhel

Maeglin je fiktivní postava vyskytující se ve spisech Silmarillion a O pádu Gondolinu, dílech britského spisovatele J. R. R. Tolkiena. Je to elf z rodu Finwëho.

## Narození a mládí
Narodil se noldorské elfce Aredhel z rodu Finwëho, poté co odešla od svého bratra Turgona Gondolinského, a temnému elfovi Eölovi. Jméno v překladu znamená „Ostrý pohled“ a dostal ho kvůli pronikavým tmavým očím. Měl tmavé oči i vlasy a byl málomluvný, zato se dobře učil řemeslům. 
Jeho matce se zastesklo po Gondolinu, a proto se rozhodla uprchnout od Eöla. Eöl se ale o jejich útěku dozvěděl a pronásledoval je. Byl zajat Turgonem, králem Gondolinu, a bylo mu zakázáno město opustit. Nechtěl se vrátit bez Maeglina, snažil se ho přemluvit, aby s ním odešel. Maeglin mlčel, Eol pochopil, že dobrovolně neodejde, tak vytáhl z pod pláště otrávený oštěp a hodil ho po svém synovi. Před syna předstoupila jeho matka Aredhel a na následky otravy v noci zemřela. Eol byl druhý den svržen z hradeb.

## Život v Gondolinu
V Gondolinu naplno využil svých řemeslných dovedností. Našel mnoho vzácných kovů a drahokamů. V bitvě Nespočetných slz se osvědčil také jako vynikající bojovník. 
Zamiloval se do Idril, dcery Turgona, a láska byla pravděpodobně opětovaná. To se ale změnilo po Tuorově příchodu. Idril se do Tuora zamilovala a následně mu porodila syna Eärendila. Maeglin proto Tuorovi ve všem odporoval a mluvil taktéž proti jeho radám a varováním, které dostal od Ulmeho. 
Často i přes zákaz opouštěl město Gondolin. Při jedné z jeho cest byl zajat Melkorem, který se díky Húrinovi dozvěděl přibližnou polohu měst. Temní služebníci Maeglina dlouho mučili a ten nakonec podlehl a prozradil přesnou polohu města; za to se tam směl vrátit. Stal se tak jediným elfem, který kdy zradil svůj lid Temným silám. Po návratu však nevaroval ostatní, ale mlčel o svém incidentu. Gondolin tak byl jeho vinou dobyt a zachránila se z něj jen hrstka vedena Tuorem a Idril.